# Neptis kirbariensis
Neptis kirbariensis är en fjärilsart som beskrevs av Robert Christopher Tytler 1915. Neptis kirbariensis ingår i släktet Neptis och familjen praktfjärilar. Inga underarter finns listade i Catalogue of Life.